# Xã Lookout, Quận Ellis, Kansas
Xã Lookout (tiếng Anh: Lookout Township) là một xã thuộc quận Ellis, tiểu bang Kansas, Hoa Kỳ. Năm 2010, dân số của xã này là 579 người.